# Semo gente de borgata
Semo gente de borgata è il secondo album del duo vocale italiano I Vianella, pubblicato dall'etichetta discografica Apollo e distribuito dalla RCA nel maggio 1972.

## Descrizione
L'album, disponibile su long playing e musicassetta, è prodotto da Edoardo Vianello e Roberto Conrado. 
Il brano Semo gente de borgata è stato scritto da Franco Califano e Marco Piacente.
Il disco non è mai stato reso disponibile su cd, streaming e download digitale ufficiale.

## Tracce

### Lato A
1. Semo gente de borgata
2. Gratta gratta
3. Nun dormi manco te
4. Nun moro pe' tte
5. Er gigante de casa

### Lato B
1. La festa del Cristo Re
2. Amore amore amore amore
3. Lella
4. Tu padre co' tu madre
5. Vojo er canto de 'na canzone